# Jacqueline Rutgers
Jacqueline Cornélie Rutgers (ur. 13 listopada 1908 w Hilversum, zm. 27 maja 1998 w Amsterdamie) – holenderska polityk i prawnik, deputowana krajowa i europejska.

## Życiorys
Córka ministra edukacji Victora Henriego Rutgersa, bratanica polityka Brama Rutgersa, szwagierka polityka Sieuwerta Bruinsa Slota. Podczas II wojny światowej zaangażowana w dystrybucję podziemnej prasy. Absolwentka prawa na Wolnym Uniwersytecie w Amsterdamie. Pracowała w chrześcijańskim instytucie pracy CISCA oraz fabrykach Philipsa i NV Stork. Od 1956 do 1963 zasiadała w zarządzie SVB, instytucji zajmującej się wypłatą świadczeń socjalnych, kierowała też działem prawnym państwowej komisji ds. mediacji.
Wstąpiła do Partii Antyrewolucyjnej. Od 1963 do 1967 zasiadała Tweede Kamer, w tym okresie oddelegowana także do Parlamentu Europejskiego. Po 1967 działała w organizacjach zajmujących się współpracą rozwojową, w tym powiązanych ze związkami wyznaniowymi.